# Shadow und der Fluch des Khan
Shadow und der Fluch des Khan (1994) ist ein US-amerikanischer Actionfilm nach der Radio- und Comicserie The Shadow. Die Hauptrollen spielen Alec Baldwin und Penelope Ann Miller. In Deutschland startete der Film am 27. Oktober 1994 in den Kinos.

## Handlung
Lamont Cranston ist ein nach außen hin reicher, vom Leben gelangweilter New Yorker Playboy. In der Tiefe der Nacht wird er jedoch zu Shadow, einem maskierten Rächer mit übernatürlichen Fähigkeiten. Zu diesem Leben hat ihn ein tibetanischer Tulku geführt, nachdem Cranston viele Jahre als blutrünstiger Drogentyrann Ying Ko die Welt unsicher gemacht hatte. Von ihm hat er gelernt, den Geist anderer zu manipulieren und die Furcht in den Herzen der Menschen für seine Zwecke zu nutzen, um fortan für das Gute zu kämpfen.
Nun ist ein anderer Schüler des Tulku nach New York gekommen: Shiwan Khan, der letzte Nachkomme des Mongolenkaisers Dschingis Khan, hat das Kloster in Tibet geplündert und den lebenden Dolch Phurba gestohlen, vor dem sich Shadow von jeher fürchtet. Mit genauso mächtigen telepathischen Kräften wie der nächtliche Rächer ausgestattet, will Khan in der Metropole den Wissenschaftler Reinhardt Lane dazu bringen, ihm eine mächtige Waffe zu bauen: eine Berylliumkugel mit speziellen Sprengladungen, besser bekannt als Atombombe.
Doktor Lanes Tochter Margo, die gerade mit Cranston anbändelt, stellt fest, dass ihr Vater entführt wurde. Sie bittet ihren neuen Verehrer um Hilfe, woraufhin Shadow aktiv wird. Das erste Duell mit Khan wird jedoch fast zur Katastrophe, Cranston ist mit den Kräften seines Gegners überfordert. Dieser schickt per Hypnose Margo aus, um Shadow zu töten. Als Cranston sie abwehren und aufwecken kann, erkennt sie, dass sie zu ihm gekommen ist, und dass daher er Shadow sein muss. Cranston wiederum stellt fest, dass seine Fähigkeit, die Gedanken anderer zu manipulieren, bei ihr nicht wirksam ist.
Die beiden finden heraus, das Shiwan Khan das Hotel Monolith als Basis für seine Operationen benutzt; er hat den kolossalen Prachtbau telepathisch vor aller Menschen Auge verhüllt und die Bombe mit Hilfe von Dr. Lanes Assistenten Farley Claymore im Gebäude versteckt. Shadow und Margo dringen ein, und während sie ihren Vater rettet, stellt sich der einsame Rächer zuerst Claymore und dann Shiwan und dem gefürchteten Zauberdolch. Zuerst scheint es, als würde die bestialische Waffe ihn endgültig besiegen, aber dann kann er seine Angst überwinden und die Zauberkraft des Mongolen gegen ihn wenden. Shiwan Khan verliert durch einen Glassplitter, der ihn am Kopf trifft, seine telepathischen Fähigkeiten und Doktor Lane kann seine Bombe in letzter Minute deaktivieren.
Am Ende sind Lamont und Margo glücklich miteinander, aber in der Nacht wendet er sich weiter der dunklen Seite des Lebens zu und kämpft als Shadow gegen das Böse.

## Produktion
Der Film hatte 45 Millionen Dollar Produktionskosten und ist somit die bislang teuerste Shadow-Adaption. Sam Raimi wollte ursprünglich Regie führen, wurde aber zugunsten von Russell Mulcahy abgelehnt.

## Weitere Verfilmung
Mitte der 2000er Jahre war eine Neuverfilmung in Planung. Wie schon bei der Erstverfilmung wurde Sam Raimi die Regie angeboten. Er gab das Projekt auf, nachdem kein gutes Skript geschrieben wurde.

## Kritiken
„Weitere Verfilmung eines amerikanischen Trivialmythos, der es trotz technischen Aufwandes an Tempo und Regiewitz mangelt. Die renommierten Darsteller verkaufen sich in diesem Spektakel weit unter Preis.“

Die Deutsche Film- und Medienbewertung FBW in Wiesbaden verlieh dem Film das Prädikat besonders wertvoll.